# Hardecoat
Le projet Hardecoat est un projet Européen de développement de dépôt sous vide de couches minces par PVD basées sur des oxynitrures de métaux de transition.